# Victor Lefranc
Pour les articles homonymes, voir Lefranc.
Victor Bernard Edme Etienne Lefranc, né à Garlin (Basses-Pyrénées) le 3 février 1809 et mort à Montsoué (Landes), près de Saint-Sever, le 12 septembre 1883, est un avocat et homme politique français. 
Républicain modéré siégeant au centre gauche, opposant à Louis-Philippe puis au Second Empire, il devient sous la Troisième République ministre de l'Agriculture et du commerce, puis ministre de l'Intérieur du gouvernement Thiers.

## Biographie
Né à Garlin dans le Béarn en 1809, Victor Lefranc est le fils de Bernard Justin Lefranc, secrétaire de préfecture, propriétaire du domaine de Brans, et de Françoise Romaine Victoire Batbedat. Il est aussi le petit-fils du littérateur gascon François Batbedat (1745-1806), et le neveu du député conventionnel girondin Jean-Baptiste Lefranc,. 
Victor Lefranc commence ses études chez les religieux à Aire, puis va étudier le droit à Paris. Il est licencié en droit en 1831, s'inscrit comme avocat en 1834, puis revient la même année dans les Landes à Mont-de-Marsan, comme juge suppléant. 

### Élu républicain modéré, opposant aux monarchies

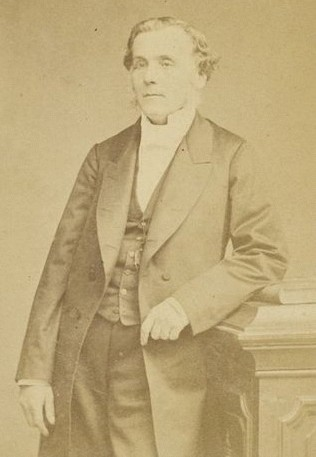
Victor Lefranc photographié par Pierre-Louis Pierson.

Opposant au gouvernement de Louis-Philippe, il entre au conseil municipal de Mont-de-Marsan, manifeste ses idées démocratiques et prend la tête du parti libéral dans les Landes,.  
Après la révolution de février 1848, il est nommé le 2 mars commissaire général du gouvernement provisoire dans les Landes, remplissant le rôle de préfet ; il est remplacé le 1er mai 1848, après son élection comme député.
Victor Lefranc, républicain modéré, est élu le 25 avril 1848 député à l'Assemblée constituante, par le département des Landes, le 1er sur 7. Il soutient la politique du général Cavaignac, et vote selon sa conscience, tantôt à droite, tantôt à gauche. Il vote contre les poursuites contre Louis Blanc, pour l'abolition de la peine de mort, contre le droit au travail.
Il est ensuite élu, toujours par les Landes, député à l'Assemblée législative, le 13 mai 1849. Il combat alors assez timidement la politique de Louis-Napoléon Bonaparte, prend plusieurs fois la parole et vote la plupart du temps avec la minorité démocratique. Il prend une place importante dans le parti républicain. Le coup d'État du 2 décembre 1851 interrompt sa vie publique,. 
Il prend alors une place notable au barreau de Paris et devient membre du conseil de l'ordre des avocats. Il revient à la vie publique lorsque l'opposition libérale se manifeste contre l'empire. Candidat indépendant au Corps législatif, il échoue en 1863 et en 1869 dans les Landes face au candidat officiel du second Empire,.
Après la révolution du 4 septembre 1870, Victor Lefranc est nommé membre de la commission provisoire chargée de remplacer le Conseil d'État, mais il en démissionne dès le 27 septembre.
Il est ensuite élu le 8 février 1871 député des Landes à l'Assemblée nationale. Il y siège au centre gauche, et se fait remarquer par ses talents d'orateur, manifestant ses opinions républicaines à la fois fermes et modérées. Il est le rapporteur de la commission qui confie à Thiers le pouvoir exécutif. Puis comme rapporteur de la commission chargée de rouvrir les négociations pour la paix avec la Prusse, il s'efforce de faire accepter les conditions imposées par l'ennemi pour la paix. Il intervient aussi en faveur du maintien du suffrage universel, et à propos de la représentation des villes et des campagnes,. 

### Ministre

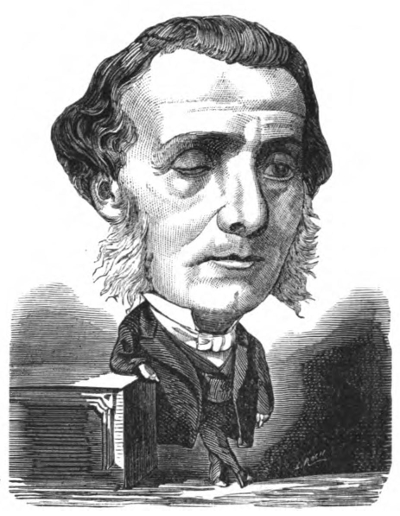
Caricature de Victor Lefranc (Touchatout, Le Trombinoscope, 1872)

Victor Lefranc est nommé ministre de l'Agriculture et du commerce le 9 juin 1871, dans le 1er gouvernement Dufaure sous la présidence de Thiers. V. Lefranc négocie à Londres avec le ministère Gladstone la révision des traités de commerce bilatéraux, mais ne réussit pas à satisfaire toutes les espérances du gouvernement français. Il inaugure en septembre 1871 le tunnel du Mont-Cenis.
Victor Lefranc devient ministre de l'Intérieur le 6 février 1872. Il essaye sans succès de se concilier la droite, et pour cela se montre partisan du maintien de l'état de siège, et renforce la censure de la presse. Républicain convaincu, il est en même temps fervent catholique, remet en vigueur la loi de 1814 sur l'obligation du repos dominical, et en impose le respect pour les commandes de l'État. Le 30 novembre 1872, la majorité monarchiste vote un ordre du jour contraire à la politique du ministère de l'Intérieur ; Victor Lefranc remet aussitôt sa démission, instaurant ainsi de fait la responsabilité ministérielle.

### Sénateur inamovible

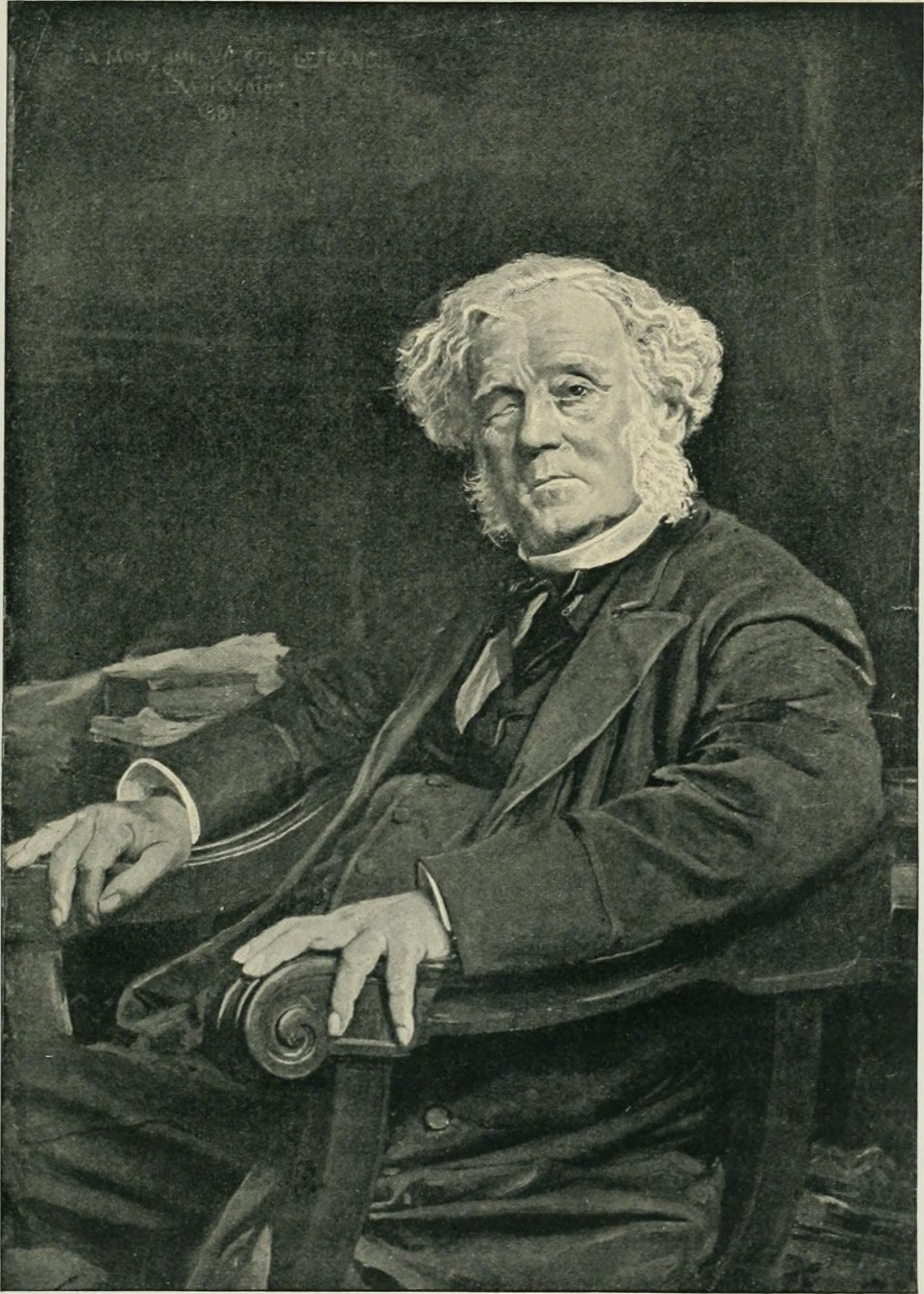
V. Lefranc devenu sénateur inamovible, vu par Meissonier, 1881

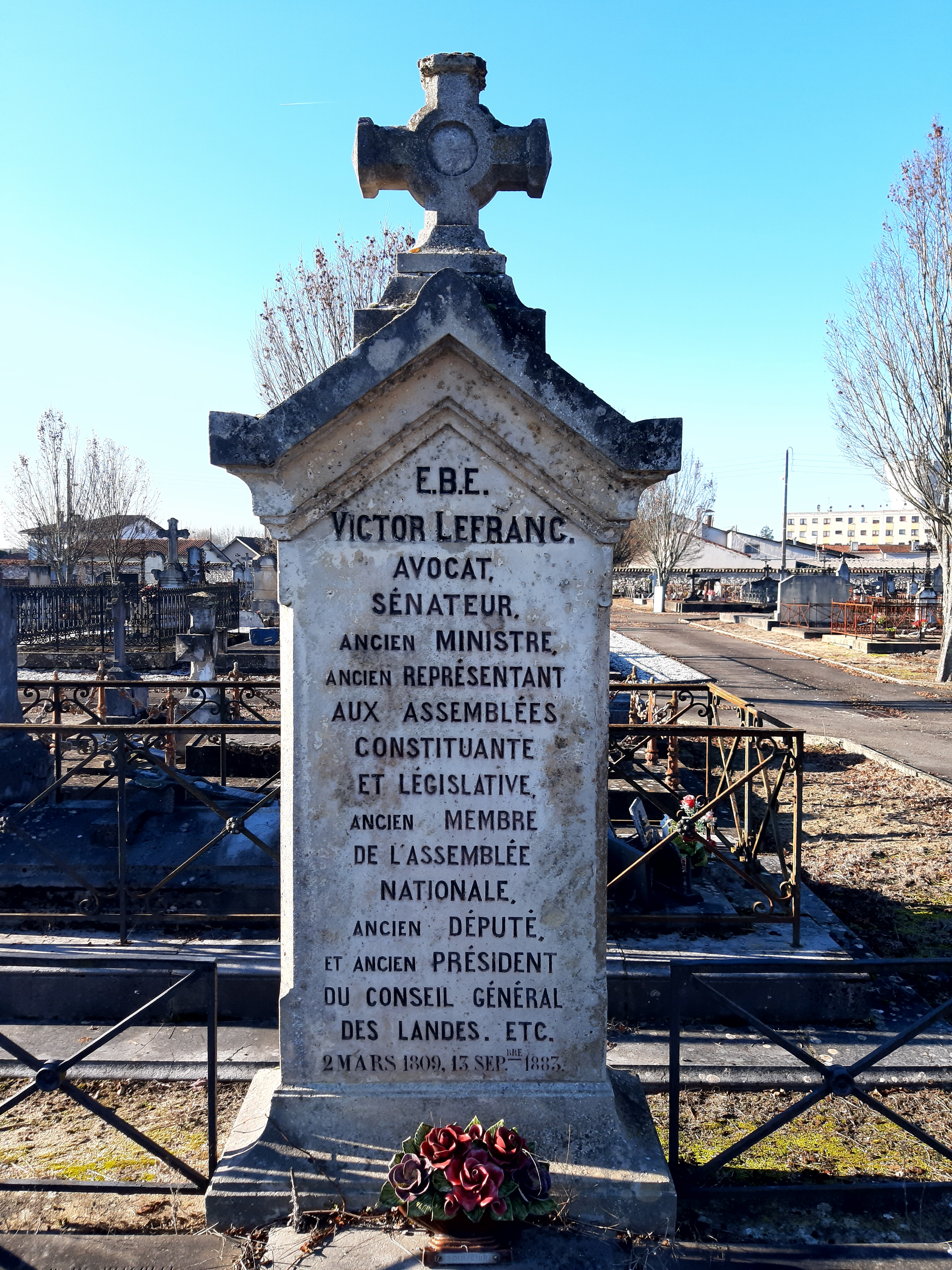
Stèle à Victor Lefranc érigée dans le cimetière du centre de Mont-de-Marsan.

Victor Lefranc reprend alors sa place dans l'Assemblée, au centre gauche, et se rapproche du parti républicain. Il vote contre la chute de Thiers, contre le ministère de Broglie, pour l'amendement Wallon et pour les lois constitutionnelles. Il est élu de nouveau député, par la circonscription de Mont-de-Marsan le 20 février 1876. En mai 1877 il est l'un des 363 opposants à de Broglie. Il échoue ensuite à plusieurs élections législatives et sénatoriales, en 1877, 1878 et 1879. Il est élu sénateur inamovible le 21 mai 1881.
Par ailleurs il préside longtemps le Conseil général des Landes, et veille à y développer les chemins de fer. Il défend les intérêts agricoles, est membre de la société des agriculteurs de France et professeur à l'Institut national agronomique de 1880 à sa mort.
Il est mort à Saint-Sever, le 12 septembre 1883. Il est inhumé au cimetière du Centre de Mont-de-Marsan.

### Vie de famille
- Victor Lefranc épouse à Bordeaux en 1842 Marie Therese (Mary) W. Mitchell, fille de l'industriel William P. Mitchell et d'Anne Armstrong, petite-fille de l'industriel bordelais François-Patrice Mitchell et descendante du verrier irlandais Pierre Mitchell. Ils ont cinq enfants[2] :
  - Marie Léontine Lefranc[2] ;
  - Marie Elise Lefranc, qui passe pour une « égérie de la Belle époque » ; elle épouse Fernand Samazeuilh[7], banquier bordelais ; ils sont les parents du compositeur Gustave Samazeuilh (1877-1967)[2],[8] ;
  - Edmond Victor-Lefranc, magistrat, chef de cabinet du président du Conseil, il épouse Marie Hélène Debans, fille du financier bordelais Pierre Debans (1795-1866)[2],[9] ;
  - Victor Victor-Lefranc, conseiller référendaire à la Cour des comptes[2] ;
  - William Victor-Lefranc, officier d'artillerie[2].

## Portefeuilles ministériels
- Ministre de l'Agriculture et du commerce (9 juin 1871 - 6 février 1872) ;
- Ministre de l'Intérieur (6 février 1872 - 30 novembre 1872).

## Mandats parlementaires
- 25 avril 1848 - 26 mai 1849 : député des Landes à l'Assemblée constituante ;
- 13 mai 1849 - 2 décembre 1851 : député des Landes à l'Assemblée législative ;
- 8 février 1871 - 7 mars 1876 : député des Landes à l'Assemblée Nationale ;
- 20 février 1876 - 25 juin 1877 : député des Landes à l'Assemblée Nationale ;
- 21 mai 1881 - 1883 : sénateur inamovible.